# Hot Jupiter

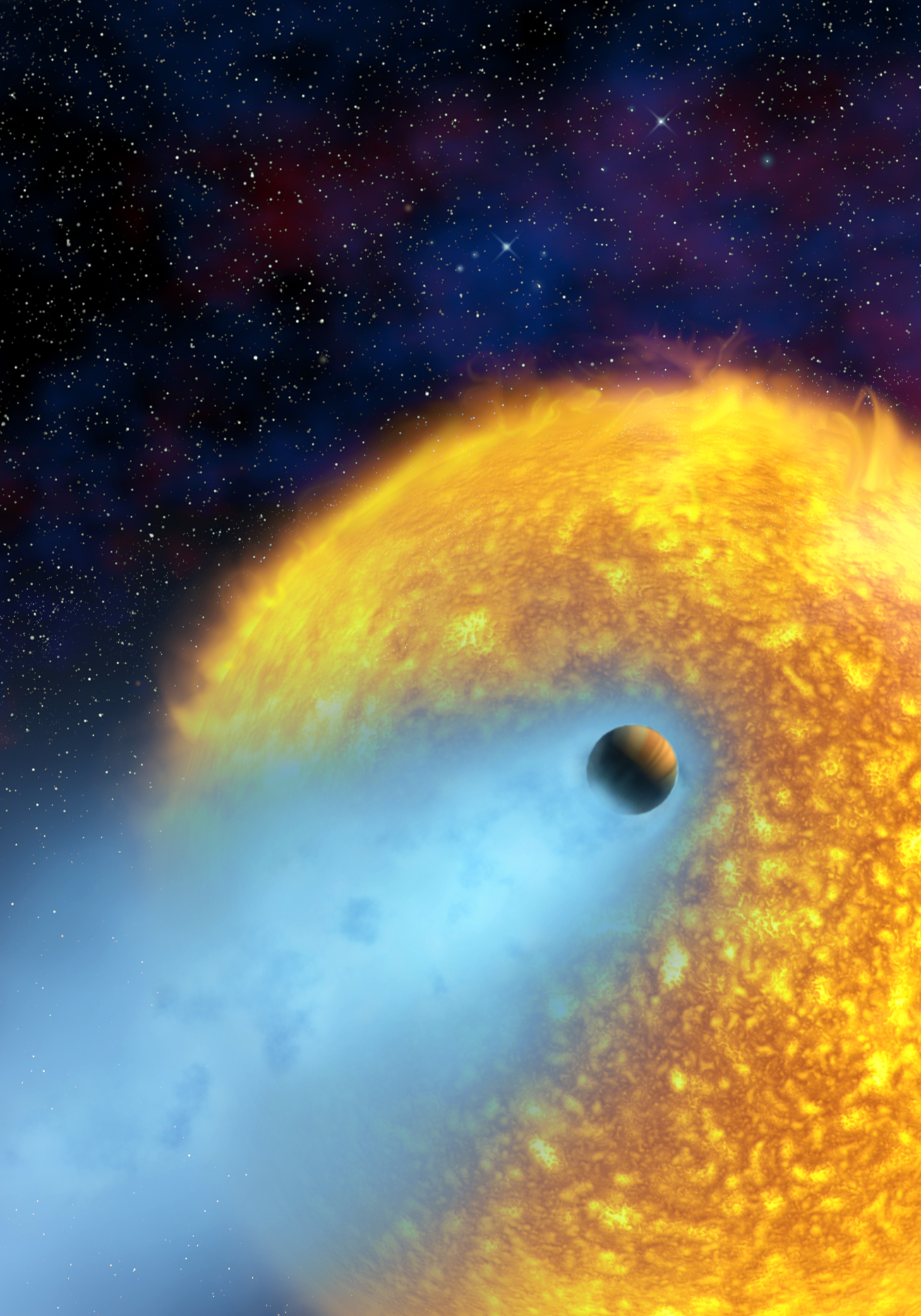
Künstlerische Darstellung des Exoplaneten HD 209458b (Osiris) vor seinem Stern

Hot Jupiter (deutsch: Heißer Jupiter) bezeichnet eine Klasse von Exoplaneten, deren Masse etwa der des Jupiter (1,9 × 1027 kg) entspricht oder diese übersteigt und deren Oberflächentemperatur deutlich höher ist als die des Jupiter (165 K, d. h. −108 °C). Eine Mindesttemperatur für eine Einordnung in diese Planetenklasse ist nicht allgemein festgelegt; in der Sudarsky-Klassifikation wird der Begriff für Gasplaneten mit einer Gleichgewichtstemperatur ab 900 K (etwa 630 °C) verwendet.
Die vergleichsweise hohe Oberflächentemperatur der Hot Jupiters ist dadurch bedingt, dass sie – im Unterschied zu den Verhältnissen in unserem Sonnensystem – ihr Zentralgestirn nicht in einer mittleren Entfernung von 5 Astronomischen Einheiten umkreisen, sondern typischerweise in nur etwa 0,05 AE (etwa 1/8 des Abstandes zwischen Merkur und der Sonne). Die Umlaufdauer der Hot Jupiters liegt zwischen einem und fünf Tagen, wobei ihre Masse selten zwei Jupitermassen übersteigt.
Beispiele sind 51 Pegasi b (Dimidium), HD 209458 b (Osiris) und die Exoplaneten in den Systemen HD 195019, HD 189733 und WASP-12b.

Berechnete Temperaturen von Exoplaneten mit Massen zwischen 0,1 und 10 Jupitermassen, für die solche Daten bis Ende März 2024 vorlagen

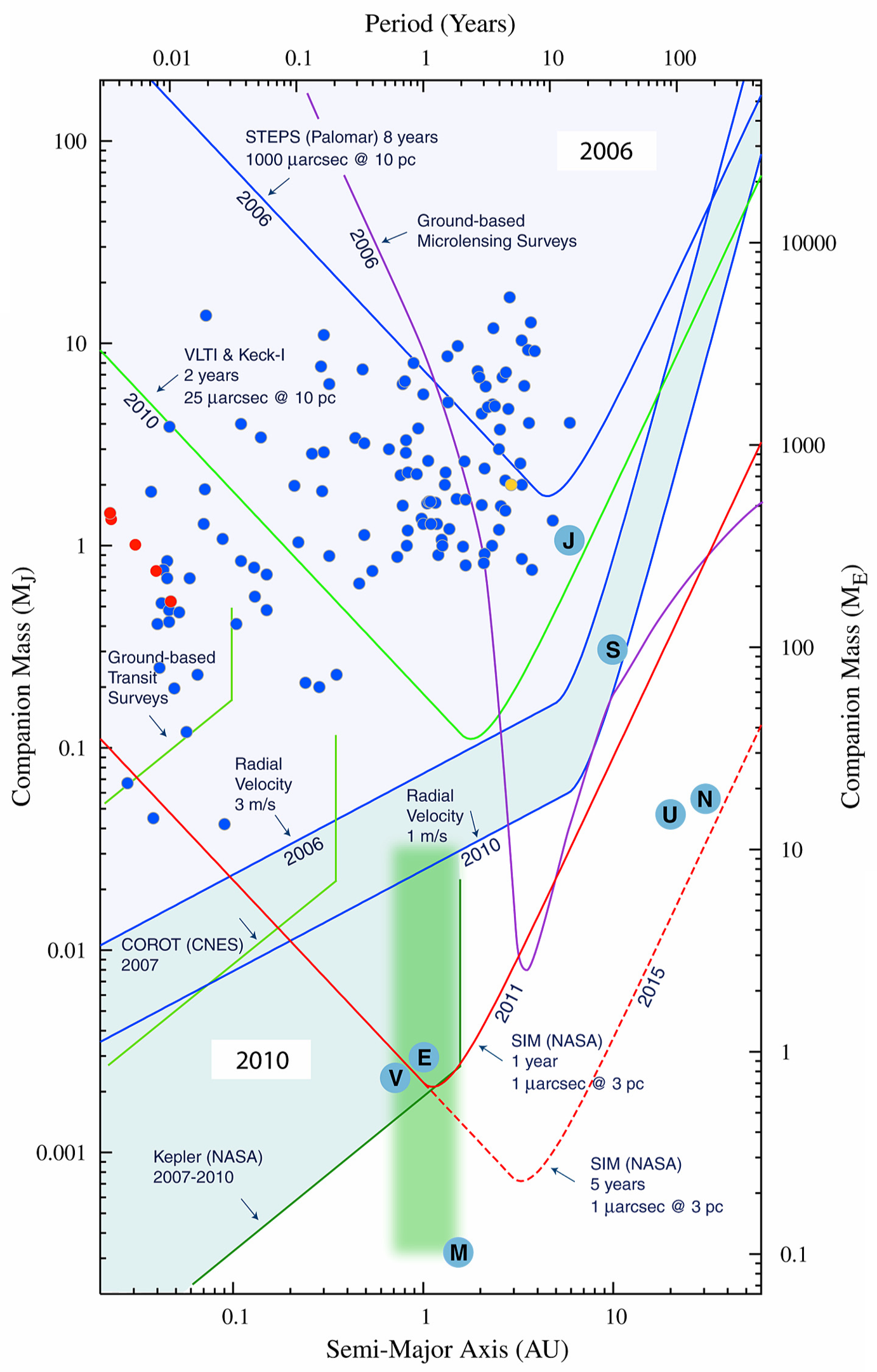
Hot Jupiters (entlang des linken Randes), welche bis einschließlich 31. August 2004 entdeckt wurden. Rote Punkte: durch Transit entdeckt. Blaue Punkte: durch Messung der Radialgeschwindigkeit entdeckt. Linien zeigen Limits einzelner Entdeckungsmethoden auf: Transit, Dopplerverschiebung, Astrometrie und Microlensing. Courtesy NASA/JPL-Caltech.

## Entdeckungsmöglichkeiten
Hot Jupiters sind jene Exoplaneten, die am leichtesten durch Messung der Radialgeschwindigkeit zu entdecken sind. Denn infolge ihrer engen Umkreisung und ihrer hohen Masse rufen sie im Vergleich zu anderen Planeten eine sehr schnelle und starke Oszillation des Zentralgestirns hervor.
Außerdem ist die Wahrscheinlichkeit, einen Durchgang von der Erde aus zu beobachten, um einiges höher als bei Planeten mit ausgedehnteren Umlaufbahnen, z. B. höher als bei Jupiter analogs.
Daher fällt der überwiegende Teil der Exoplaneten mit jupiterähnlicher Masse, die bis heute (Stand März 2024) entdeckt wurden und für die aus den Messdaten ein brauchbarer Temperaturwert hergeleitet werden kann, in die Klasse der Hot Jupiter.

## Eigenschaften
Heiße Jupiter weisen einige Gemeinsamkeiten auf:
- Durch die starke Insolation (Sonneneinstrahlung) besitzen sie eine geringere Dichte, als dies ansonsten der Fall wäre. Dies hat Auswirkungen auf die Bestimmung des Durchmessers, da aufgrund der Randverdunkelung während des Transits die Ein- und Austrittsgrenzen  schwerer zu bestimmen sind.
- Ihre Umlaufbahnen weisen eine geringe Bahnexzentrizität auf. Solche Planeten synchronisieren ihre Rotation mit der Umlaufdauer um den Zentralstern und zeigen ihm daher immer dieselbe Seite (gebundene Rotation).
- Sie treten bei den sonnennahen F-, G- und K-Zwergen nur mit einer Wahrscheinlichkeit von 1,2 % auf und sind damit recht selten. Dagegen dürften circa 25 % der metallreichen sonnennahen Sterne über Exoplaneten verfügen.[3]
- Hot Jupiters werden mit einer sehr geringen Wahrscheinlichkeit um Unterriesen gefunden. Solche Sterne sind die erste Entwicklungsphase, nachdem F-, G- und K-Zwerge die Hauptreihe verlassen haben und sich aufgrund von Schalenbrennen in Rote Riesen umwandeln. Wahrscheinlich werden die Hot Jupiters durch Gezeitenkräfte zerstört.[4]
- Die Bahnebene der Hot Jupiter liegt häufig nicht in der Rotationsebene des Sterns, d. h., es liegt eine Bahnneigung vor. Dies kann mit Hilfe von Sternflecken beobachtet werden, die sich langsam über die Oberfläche des Sterns bewegen: kommt es nämlich zu einer Bedeckung eines solchen Fleckens durch einen Planeten, so führt dies zu einem Ansteigen der beobachteten Gesamthelligkeit, da der Planet statt einem Teil der hellen Sternoberfläche jetzt nur das vom dunkleren Sternfleck ausgehende Licht blockiert. Wären die Rotationsachse des Sterns und Umlaufebene des Planeten zueinander ausgerichtet, so würden sich diese Bedeckungen wiederholen. Dies ist bei anderen Exoplaneten normalerweise der Fall, während es bei Hot Jupitern nur selten vorkommt. Deshalb dürfte die Bahn von Hot Jupitern durch Streuung mit anderen Planeten beeinflusst worden sein, da angenommen wird, dass bei der Entstehung alle Planetenbahnen in der Rotationsebene ihres Zentralsterns liegen.[5]
- Einige Hot Jupiters umlaufen ihren Stern in einem Abstand von nur einem Sternradius. Diese Exoplaneten sind von ausgedehnten Gaswolken umgeben, die sich über das Roche-Grenzvolumen erstrecken. Die Gasplaneten werden durch Sternwinde ablativ erodiert, und die intensive Strahlung erhitzt ihre Atmosphäre so weit, dass die Brownsche Bewegung das Gravitationspotential des Planeten überschreitet.[6]
- Bei Bahnradien von unter 0,08 AE sind die Durchmesser der Hot Jupiter erheblich größer, als nur durch den Einfall von elektromagnetischer Strahlung zu erwarten wäre. Entweder speichern die Planeten aus nicht bekannten Gründen sehr gut Wärme, oder es gibt eine zusätzliche unbekannte Energiequelle mit einer Leistung von bis zu 1027 erg/s (1020 W).[7]
- Hot Jupiters in ihren engen Bahnen erhöhen aufgrund von Gezeiteneffekten die Rotationsgeschwindigkeit ihres Sterns. Die höhere Rotationsgeschwindigkeit wiederum steigert die magnetische Aktivität des Sterns in Form von Sternflecken und Flares. Dies erschwert die Beobachtung der Hot Jupiter und die Altersbestimmung der Planetensysteme, da die Rotationsgeschwindigkeit von Einzelsternen ein guter Altersindikator ist.[8]

## Entwicklung
Theoretische Berechnungen legen nahe, dass alle Gasriesen, inklusive der Hot Jupiters, nahe der Eislinie entstehen, die bei den meisten Sternen im Abstand von einigen astronomischen Einheiten liegt. Man geht davon aus, dass die Hot Jupiters dann erst später in ihre derzeitige Umlaufbahn gelangten (Migration), da in einer so geringen Entfernung zum Zentralstern nicht genügend Material vorhanden sein konnte, um Planeten dieser Masse in situ zu bilden. Dies wird durch Beobachtungen unterstützt, wonach bei jungen Sternen kurz nach der Auflösung der protoplanetaren Scheibe keine Hot Jupiters gefunden werden (nicht genügend Zeit für die Migration).
Aufgrund der o. g. Bahnneigung geht man außerdem davon aus, dass die Hot Jupiters durch Interaktion mit der protoplanetaren Scheibe oder mit anderen Planeten aus ihrer ursprünglichen Bahn herausgestreut und so die Migration initiiert wurde. Die dabei entstehende stark elliptische Bahn wird anschließend durch Gezeitenkräfte zirkularisiert.
Alternative Ansätze gehen davon aus, dass die Gasplaneten aufgrund von Reibung in der protoplanetaren Scheibe orbitalen Drehimpuls verlieren und nach innen wandern. Diese Bewegung kommt in einer engen Bahn um den Zentralstern zum Erliegen, weil der innere Bereich der Scheibe bei jungen stellaren Objekten bereits von Material befreit ist oder weil Gezeitenwellen zwischen dem Stern und dem Planeten eine weitere Annäherung verhindern.
Wahrscheinlich sind viele derzeitige Bahnen von heißen Jupitern nicht langfristig stabil. Aufgrund der Darwin-Instabilität oder des Kozai-Effekts könnten die Gasplaneten später mit dem Zentralstern verschmelzen, was als eine Leuchtkräftige Rote Nova beobachtbar wäre. Die geschätzte Rate eines Mergerburst aus einem heißen Jupiter liegt bei einem Ereignis alle 10 Jahre in der Milchstraße.
Die physikalischen Eigenschaften der Hot Jupiter sind recht unterschiedlich. Insbesondere verfügen einige über große Radien und geringe mittlere Dichten, während andere über einen dichten Kern verfügen. Diese Vielfalt könnte das Ergebnis von Zusammenstößen des Gasplaneten mit erdähnlichen Gesteinsplaneten sein. Bei der Wanderung in seine enge Bahn könnten solche Planeten aufgesammelt werden, und die beim Zusammenstoß freiwerdende Energie würde zu einem starken Anwachsen des Radius des Gasplaneten führen. Sinken die Überreste des Gesteinsplaneten in den Kern des Gasplaneten, so führt die stärkere Gravitationskraft nach dem Abkühlen der Atmosphäre des Planeten zu einer Kontraktion.